# Katingsiel
Katingsiel ist ein Ort in der Gemeinde Tönning im Kreis Nordfriesland in Schleswig-Holstein.

## Lage
Der Ort liegt im Mündungsgebiet der Eider in die Nordsee am Katinger Watt und ist durch die Süderbootfahrt mit der inmitten Eiderstedts gelegenen Stadt Garding verbunden.

## Geschichte
Ursprünglich hieß der Ort mit einem kleinen Hafen Westerkating und er trug zur Versorgung der Halbinsel Eiderstedt bei. Der kleine Ort lag außerhalb des Einflussbereiches Napoleons während der Kontinentalsperre. Ein Höker, zwei Gaststätten und ein Zollgebäude spiegelten im 19. Jahrhundert seine damalige wirtschaftliche Bedeutung wider. Mit dem Bau der Eiderstedtquerbahn verlor der Hafen seine Bedeutung. 1906 legte dort das letzte Handelsschiff an. Es bestand eine Verbindung zwischen Norder- und Süderbootfahrt, so dass Katingsiel auch mit Tönning und Tetenbüll verbunden war. Der Verbindungskanal existiert nicht mehr und kann auch nicht lokalisiert werden.

## Heute
Heute finden sich neben landwirtschaftlichen Betrieben Ferienwohnungen und die Schankwirtschaft Andresen in Katingsiel. Das Gebäude, in dem sie untergebracht ist, steht unter Denkmalschutz und war in der Vergangenheit eine Poststation. Im Film Zwei für alle Fälle – Ein Song für den Mörder mit Jan Fedder diente das Gebäude als Filmkulisse.